# 桑子敏雄
桑子 敏雄（くわこ としお、1951年7月25日 - ）は、日本の哲学者、社会的合意形成・プロジェクトマネジメントコンサルタント。一般社団法人コンセンサス・コーディネーターズ代表理事、東京工業大学名誉教授。

## 経歴
群馬県太田市生まれ。埼玉県立熊谷高等学校を経て、1975年東京大学文学部哲学科卒業、1980年同大学院博士課程単位修得退学、同文学部助手、1994年学位取得（博士（文学）、東京大学）。1981年南山大学文学部講師、1984年助教授、1989年東京工業大学工学部助教授、1996年同大学院社会理工学研究科教授。2018年東京女子大学現代教養学部教授、2022年同退職。この間1983-1984年ケンブリッジ大学客員研究員、2002-2003年フランス国立社会科学高等研究院客員教授、2009-2011年大連大学客員教授。
それまでの研究・実践の成果としての「社会的合意形成技術」と「プロジェクトマネジメント技術」を統合して、2014年に一般社団法人コンセンサス・コーディネーターズを設立。研究活動・著作活動と並行して、社会的実践をテーマとするコンサルティング・ビジネスを展開。河川、海岸、道路、森林管理、農村インフラ整備、都市計画など、とくに公共政策にかかわる事業で行政と市民の間に立って対立・紛争を解決する仕事に従事。また、その手法を研究・出版を行う。

## 著書
- 『エネルゲイア アリストテレス哲学の創造』東京大学出版会 1993
- 『気相の哲学』新曜社(ロンド叢書) 1996
- 『空間と身体 新しい哲学への出発』東信堂 1998
- 『環境の哲学 日本の思想を現代に活かす』講談社学術文庫 1999
- 『西行の風景』日本放送出版協会(NHKブックス) 1999
- 『感性の哲学』日本放送出版協会 (NHKブックス) 2001
- 『理想と決断 哲学の新しい冒険』日本放送出版協会 (NHKライブラリー) 2003
- 『わたしがわたしであるための哲学 自分の頭でいかに考えるか』 PHP研究所 2003
- 『風景のなかの環境哲学』東京大学出版会 2005
- 『空間の履歴 哲学エッセイ集』東信堂 2009
- 『生命と風景の哲学　「空間の履歴」から読み解く』岩波書店 2013
- 『社会的合意形成のプロジェクトマネージャー』コロナ社　2016
- 『わがまち再生プロジェクト』KADOKAWA 2016
- 『何のための「教養」か』ちくまプリマー新書 2019
- 『風土のなかの神々　神話から歴史の時空を行く』筑摩選書 2023

### 共編著
- 『環境と国土の価値構造』 東信堂 2002
- 『さがしてみよう日本のかたち』1-8 中村良夫、中川武、立松和平 山と溪谷社、2003-2004
- 『いのちの倫理学』編著 コロナ社 2004
- 『日本文化の空間学』東信堂 2008 (未来を拓く人文・社会科学シリーズ)
- 『感性のフィールド :ユーザーサイエンスを超えて』千代章一郎共編著 東信堂 2012

### 翻訳
- ジョエル・ホワイトブック『倒錯とユートピア』鈴木美佐子共訳 青土社 1997
- 『心とは何か アリストテレス』講談社学術文庫　1999

## 社会活動（テーマ別）
【１】まちづくり
　（１）国土交通省・島根県・松江市による斐伊川水系大橋川周辺まちづくり事業　委員会委員、作業部会長、プロジェクト・アドバイザー、市民意見交換会ファシリテータ
　（２）広島県福山市鞆まちづくりビジョン策定支援事業　コーディネータ
　（３）島根県出雲大社表参道神門通り整備事業　総合コーディネータ
　（４）沖縄県国頭村辺戸名大通りみちがえるまちづくり事業　プロジェクト・アドバイザー
　（５）島根県隠岐の島町西郷公玄関口まちづくり計画策定支援業務　2019年　総合コーディネータ
　（６）根県隠岐の島町立地適正化計画策定支援業務　2020年　総合コーディネータ
　（７）島根県隠岐の島町都市再生整備計画策定支援業務　2020年　総合コーディネータ
【２】河川整備
　（１）国土交通省淀川水系河川整備計画策定に係る木津川上流川上ダム建設問題をめぐる木津川上流住民対話集会　アドバイザー、ファシリテータ
　（３）国土交通省筑後川水系城原川ダムの建設をめぐる城原川流域委員会　副委員長
　（４）新潟県佐渡市天王川自然再生事業水辺づくり座談会　ファシリテータ
　（５）新潟県佐渡市加茂湖再生事業　プロジェクト・リーダー
　（６）沖縄県国頭村辺土名川自然再生事業　プロジェクト・アドバイザー
　（７）鳥取県米子市宇田川治水事業プロジェクト・コーディネータ
【３】海岸整備
　（１）国土交通省宮崎海岸浸食対策事業　プロジェクト・アドバイザー
　（２）静岡県静岡市清水港津波防災事業防災計画検討委員会委員長
　（３）静岡県静岡市新興津なぎさ再生事業　コーディネータ
【４】道路整備
　（１）国土交通省東京外郭環状道路建設問題　パネリスト
　（２）島根県出雲大社表参道神門通り整備事業　総合コーディネータ
　（３）沖縄県国頭村辺戸名大通り門（じょう）づくりワークショップファシリテータ　同みちがえるまちづくり事業　プロジェクト・アドバイザー
【５】景観整備
　（1）沖縄県国頭村計画計画策定事業
　（２）長野県上田市西塩田地区住民による景観整備計画策定事業プロジェクト・アドバイザー
【６】森林計画
　（１）沖縄県国頭村森林地域ゾーニング計画策定事業　策定委員会委員・座長
【7】地域活性化事業
　（1）群馬県神流町エネルギー資源を生かした地域活性化事業
　（2）長野県による長野県山ノ内町・<農業>×<観光>×<環境>による地域づくりワークショップ　
【８】研究開発プロジェクト事業
　（１）日本学術振興会人文社会科学振興プロジェクト「日本文化の空間学構築」リーダー
　（２）環境省地球環境総合推進費トキの野生復帰のための持続可能な自然再生計画の立案とその社会的手続き」研究プロジェクト「トキの生息環境を支える地域社会での社会的合意形成の設計」グループ・リーダー
　（３）科学技術振興機構「地域に根差した脱温暖化環境共生社会」プログラム「ローカル・コモンズの包括的再生の技術開発とその理論化」リーダー

### 一般社団法人コンセンサス・コーディネーターズ（CCS）業務実績
2014年8月4日　CCS設立
- 群馬県神流町をはじめとする地域活性化手法開発業務　2014年8月～
- 鳥取県米子市宇田川治水計画策定支援業務　2015年
- 沖縄県国頭村農業基盤整備基本構想策定支援業務　2015年
- 沖縄県国頭村観光振興基本計画策定支援業務　216年
- 沖縄県国頭村景観計画策定支援業務　2016年～
- 島根県出雲市神門通りワークショップ支援業務　2016年～
- 広島県福山市鞆まちづくりビジョン策定支援　2016年～
- 国土交通省宮崎海岸侵食対策事業支援業務　2017年8月～
- 国土交通大学校研修　2017年～
- 静岡県静岡市興津地区人工海浜・興津漁港整備ワークショップ支援業務　2017年～
- 東京都港区麻布地区防災ネットワーク構築ワークショップ支援業務　2017年
- 島根県隠岐の島町西郷港玄関口まちづくり構想策定支援業務　2018年
- 島根県隠岐の島町西郷公玄関口まちづくり計画策定支援業務　2019年
- 島根県隠岐の島町立地適正化計画策定支援業務　2020年
- 島根県隠岐の島町都市再生整備計画策定支援業務　2020年
- 島根県隠岐の島町西郷港周辺地区デザイン会議運営支援業務2021年～
- 環境省阿蘇くじゅう国立公園管理運営計画改定支援業務　2021年